# Важко перші 100 років
«Важко перші 100 років» (рос. «Трудно первые 100 лет») — радянський художній фільм 1988 року, двохсерійна соціальна драма режисера Віктора Аристова .

## Сюжет
Звичайне, щоденне життя молодої дівчини, яку звуть Варя. Життя з порожніми прилавками магазина, з важкою виснажливою роботою доярки, з кольоровим телевізором, в якому миготить якесь марсіанське, барвисте життя зірок естради, з роботягою чоловіком, що рве свої і її жили на будівництві нового будинку…

## У ролях
- Любов Красавіна — Варя
- Микола Шатохін — Іван
- Наталія Назарова — мати Варі
- Юрій Колобков — батько Варі
- Анна Овсянникова — мати Івана
- Костянтин Шкурко — Стьопка, молодший брат Івана
- Ольга Ніколаєва — Альона, подруга Варі
- Наталія Львова — Ліза, знайома Альони
- Андрій Грязнов — «чоловік» Варі уві сні
- Павло Дубашинський — колгоспник Павло Петрович
- Микола Рудик — лисий уві сні
- Семен Фурман — метрдотель уві сні

## Знімальна група
- Режисер — Віктор Аристов
- Сценаристи — Георгій Марков, Едуард Шим, Віктор Аристов
- Оператор — Юрій Воронцов
- Композитор — Аркадій Гагулашвілі
- Художник — Володимир Банних